# ريح البحر
ريح البحر هو فيلم مغربي من إخراج عبد الحي العراقي سنة 2007، وبطولة كل من محمد خيي، محمد مجد، زينب أوكاش، محمد مروازي، وآخرون.

## القصة
بعد جريمة لم يُعاقب مُرتكبها، تتضامن جماعة من الصيادين الصادقين في قرية بشمال المغرب مع «سيمو» أب الضحية، ضد رئيس المخدرات المحلي، مطالبين بأن يطلب الجاني المغفرة من الأب. 

## روابط خارجية
- الفيلم على موقع imdb
- الفيلم على موقع africine
- الفيلم على موقع allocine